# S3 Graphics
S3 Graphics, Ltd (зазвичай називається S3) — колишня американська компанія, що спеціалізується на виробництві графічних процесорів (раніше — чипсети відеокарт). Найбільш відома завдяки графічним чипсетам S3 Trio, S3 ViRGE, лінійці відеокарт S3 Savage. У 2011 компанія була придбана HTC.

## Історія
S3 Graphics була створена в січні 1989 року Діосдадо Банатао та Рональдом Іара. Саме ця компанія розробила перший одноканальний прискорювач ГІК.
Компанія довго час випускала графічні чипи, які користувалися певним попитом, але в 1999 році змінила назву на SONICBlue, а напрямок діяльності — на виробництво побутової електроніки. Підрозділ, який розробив графічні процесори, в 2000 році було продано VIA при цьому збереглася його стара назва S3 Graphics. В складі VIA S3 Graphics, в основному, займається розробкою графічних чипів, інтегрованих в чипсети VIA. Паралельно почалася розробка дискретних рішень GammaChrome, DeltaChrome, Chrome S20 series, S3 Graphics Chrome 400, Chrome 500 series. Випускалися вони в невеликому обсязі і зустрічалися, в основному, на ринку Південно-Східної Азії.
SONICBlue утворилася після злиття в 1999 році S3 Graphics і Diamond Multimedia і займається виробництвом домашньої електроніки (така, як MP3-плеєри). Після продажу графічного підрозділу компанія деякий час продовжувала свою діяльність, але 21 березня 2003 року оголосила про банкрутство, а головні виробничі потужності були продані.

## Графічні контролери

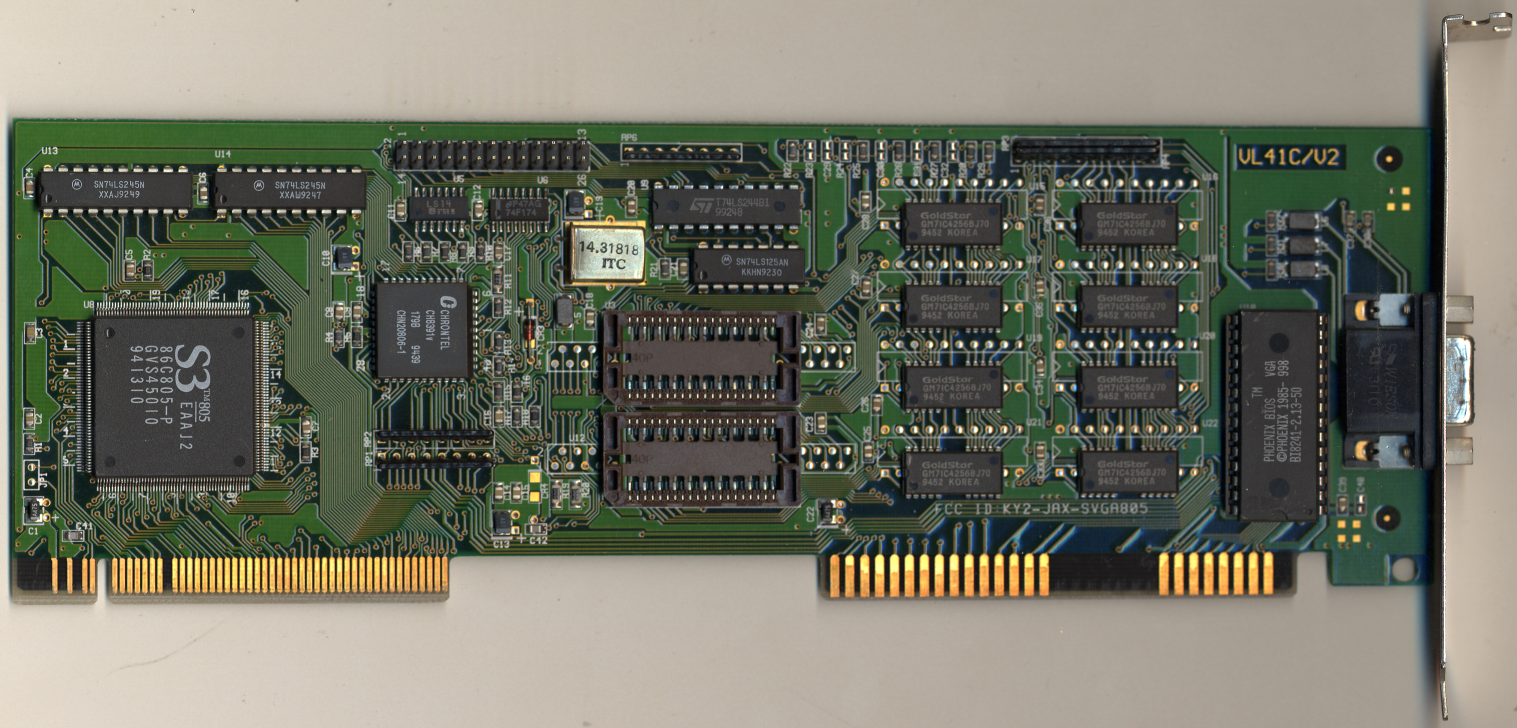
Jaton VL41C/V2, як приклад карт, які використовували чип S3 80

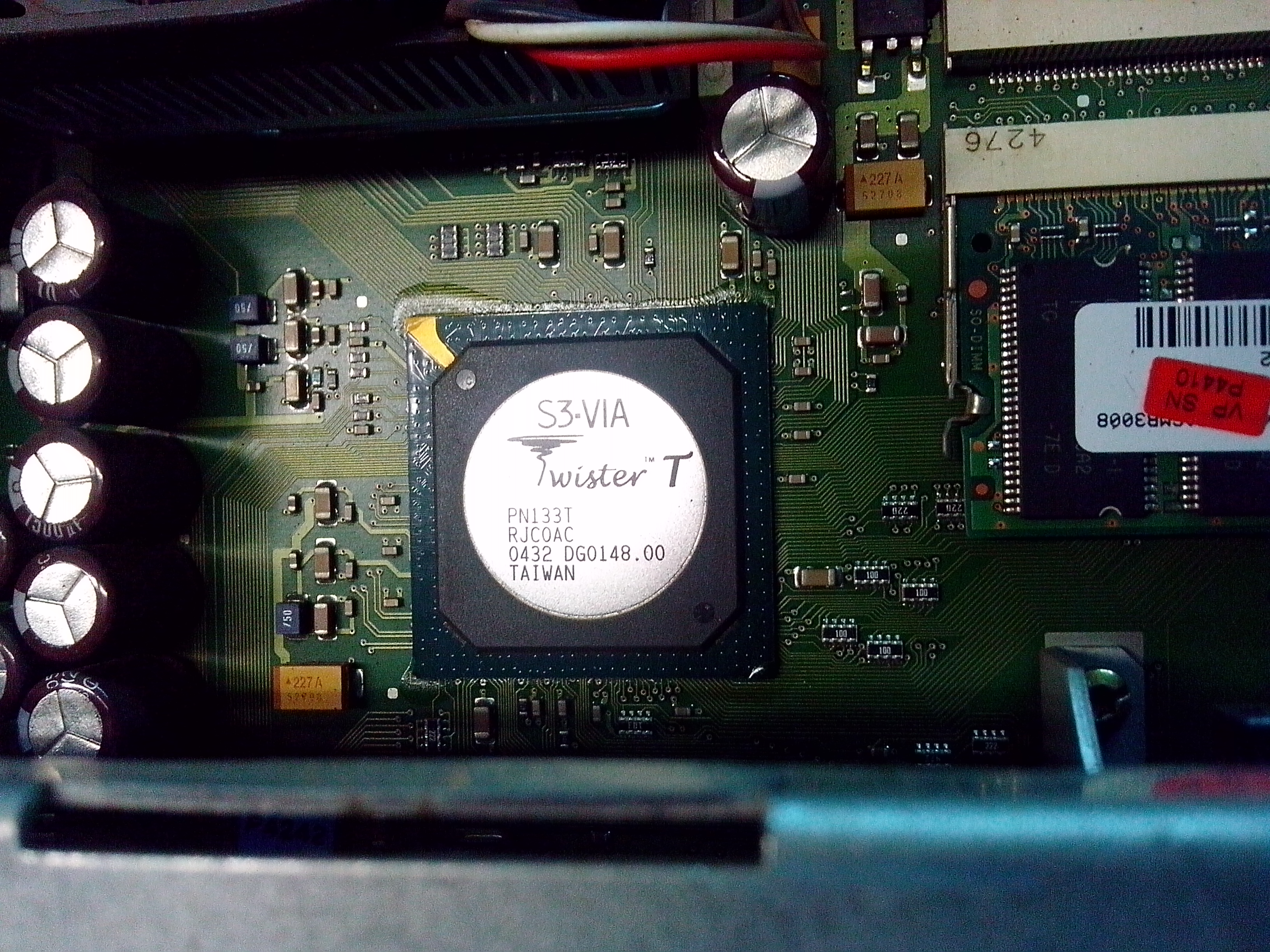
S3-VIA Twister T (PN133T чипсет)

- S3 911, 911A (10 червня 1991) — перший відеоприскорювач від S3 для Windows (високо-кольорове прискорення на 16/256-кольорів)
- S3 924 — truecolor відеоприскорювач на 24-біти
- S3 801, 805, 805i — основні відеоприскорювачі для Windows з пам'яттю DRAM на шині VLB (високо-кольорове прискорення на 16/256-кольорів)
- S3 928 — 24/32-бітні truecolor прискорювачі, з пам'яттю DRAM, або VRAM
- S3 805p, 928p — перші S3 графічні контролери з підтримкою шини PCI
- S3 Vision864, Vision964 (1994) — друге покоління відеоприскорювачів для Windows (64-бітний кадровий буфер)
- S3 Vision868, Vision968 — перший відеоприскорювач S3 руху (збільшення та перетворення YUV->RGB)
- S3 Trio[en] 32, 64, 64V+, 64V2 (1995) — перші інтегровані прискорювачі від S3 (RAMDAC[en] + VGA). 64-бітні вірсії цих контролерів були найуспішнішою продуктовою лінійкою від S3.
- ViRGE[en] (без суфіксу), VX, DX, GX, GX2, Trio3D, Trio3D/2X — перші 3D-прискорювачі S3 для Windows. завіомо поганий 3D. Добре продавалися OEM-виробниками, в основному через низьку ціну та чудову 2D продуктивність.
- Savage[en] 3D (1998), 4 (1999), 2000 (2000) — перша сучасна реалізація 3D обладнання від S3. Низька продуктивність показувала, що фактична частота відеопроцесора була на 30 % нижчою від очікуваної, а драйвери з багами додавали проблем. Технологія S3TC[en] стала галузевим стандартом, а DVD прискорення у контролерів Savage3D було лідируючим на ринку у момент виходу на ринок. Контролери Savage2000 були анонсовані, як перші графічні рішення з інтегрованим співпроцесором TCL (S3TL).
- Aurora64V+, S3 ViRGE/MX, SuperSavage, SavageXP[en] — мобільні чипсети
- ProSavage, Twister, UniChrome[en], Chrome 9 — інтегровані реалізації чипсетів Savage для материнських плат VIA
- GammaChrome, DeltaChrome, Chrome S20 series[en], S3 Graphics Chrome 400[en], Chrome 500 series[en] — дискетні карти після придбання компанією VIA.
- Аудіочипсет Sonic/AD  — програмований Сигма-дельта аудіо ЦАП, оснащений вбудованим фазовим автопідлаштуванням частоти і аналоговим 16-бітним стереовиходом
- SonicVibes — аудіоприскорювач на шині PCI
- Scenic/MX2 — декодер MPEG